# 2e étape du Tour d'Italie 2019
Pour un article plus général, voir Tour d'Italie 2019.
La 2e étape du Tour d'Italie 2019 se déroule le dimanche 12 mai 2019, entre Bologne et Fucecchio, sur une distance de 205 km.

## Parcours
La première étape en ligne de ce Tour d’Italie reliera Bologne à Fucecchio, la première partie de l’étape est marquée par la montée vers Castiglione dei Pepoli (non répertoriée) après la longue descente et une partie plate, les montées de Montalbano et San Baronto pourraient sourire aux baroudeurs ou aux sprinteurs ayant passé sans encombre les difficultés de la journée.

## Déroulement de la course
La deuxième étape de ce Giro est lancée à 12 h 25 sous une forte pluie qui risque de rendre l'étape dantesque. Après 8 kilomètres, une échappée de 8 coureurs a pris 1 minute 47 d'avance sur le peloton : François Bidard, Marco Frapporti, Mirco Maestri, Łukasz Owsian, Damiano Cima, William Clarke, Sean Bennett et Giulio Ciccone, porteur du maillot bleu après son ascension de San Luca, la veille. Il est aussi le mieux classé au classement général à 1 min 28 s de Primož Roglič.
Après 38 km de course, les Jumbo-Visma ont déjà du soutien en tête de peloton avec les Deceuninck-Quick Step, Bora-Hansgrohe, Lotto-Soudal et UAE Team Emirates. L'écart étant de 4 minutes entre les deux groupes. C'est Jelle Vanendert qui est le coureur le plus actif en tête de peloton ramenant l'écart à 3 minutes 33.
Frapporti passe en tête du premier sprint alors que Cima remporte le second, alors que dans le peloton, le canadien Guillaume Boivin chute et peine à se relever. Dans la traversée d'Empoli, les coureurs deviennent nerveux alors qu'un gros orage éclate. Dans la difficulté de Montalbano, les échappées se cassent et seuls Giulio Ciccone, François Bidard, Łukasz Owsian et Sean Bennett sont encore à l'avant, mais ce dernier lâche alors que Marco Frapporti revient. C'est Ciccone qui prend les points au sommet puis récidive à San Baronto.
Sous l'impulsion de plusieurs équipes, le peloton se fracture en trois groupes et revient à 25 secondes à 19 km de l'arrivée. On se rapproche donc d'un sprint massif et c'est l'équipe de Pascal Ackermann qui roule et se rapproche des quatre hommes de tête. À 10 km de l'arrivée, un des prétendants à la victoire, Giacomo Nizzolo est victime d'une crevaison qui le met hors-course pour remporter l'étape. Les échappés sont repris 3 km plus tard et la Bora est toujours en tête du peloton. À moins de 5 km, les Groupama-FDJ et Deuceuninck puis Dimension Data (sans Nizzolo) se replacent dans un final qui paraît assez tortueux. À l'approche de la flamme rouge, ce sont les Lotto-Soudal qui emmènent Caleb Ewan alors qu'un coéquipier d'Arnaud Démare chute, le sprint est lancé par Ewan qui est débordé par Pascal Ackermann qui s'impose devant Elia Viviani et Ewan. C'est sa première victoire sur un Grand Tour pour sa première participation, il prend également le maillot cyclamen alors que Primož Roglič conserve son maillot rose.

## Résultats

### Classement de l'étape
| \| Classement de l'étape \| Classement de l'étape \| Classement de l'étape \| Classement de l'étape \| Classement de l'étape \| \| Coureur \| Coureur \| Pays \| Équipe \| Temps \| \| --------------------- \| ---------------------- \| --------------------- \| ---------------------- \| --------------------- \| \| 1er \| Pascal Ackermann \| Allemagne \| Bora-Hansgrohe \| 4 h 44 min 43 s \| \| 2e \| Elia Viviani \| Italie \| Deceuninck-Quick Step \| + 0 s \| \| 3e \| Caleb Ewan \| Australie \| Lotto-Soudal \| + 0 s \| \| 4e \| Fernando Gaviria \| Colombie \| UAE Team Emirates \| + 0 s \| \| 5e \| Arnaud Démare \| France \| Groupama-FDJ \| + 0 s \| \| 6e \| Davide Cimolai \| Italie \| Israel Cycling Academy \| + 0 s \| \| 7e \| Viatcheslav Kouznetsov \| Russie \| Katusha-Alpecin \| + 0 s \| \| 8e \| Jasper De Buyst \| Belgique \| Lotto-Soudal \| + 0 s \| \| 9e \| Kristian Sbaragli \| Italie \| Israel Cycling Academy \| + 0 s \| \| 10e \| Rüdiger Selig \| Allemagne \| Bora-Hansgrohe \| + 0 s \| |                        |           |                        |                 |
| |                        |           |                        |                 |
| Source : ProCyclingStats |                        |           |                        |                 |
| Classement de l'étape |                        |           |                        |                 |
| Coureur | Coureur                | Pays      | Équipe                 | Temps           |
| 1er | Pascal Ackermann       | Allemagne | Bora-Hansgrohe         | 4 h 44 min 43 s |
| 2e | Elia Viviani           | Italie    | Deceuninck-Quick Step  | + 0 s           |
| 3e | Caleb Ewan             | Australie | Lotto-Soudal           | + 0 s           |
| 4e | Fernando Gaviria       | Colombie  | UAE Team Emirates      | + 0 s           |
| 5e | Arnaud Démare          | France    | Groupama-FDJ           | + 0 s           |
| 6e | Davide Cimolai         | Italie    | Israel Cycling Academy | + 0 s           |
| 7e | Viatcheslav Kouznetsov | Russie    | Katusha-Alpecin        | + 0 s           |
| 8e | Jasper De Buyst        | Belgique  | Lotto-Soudal           | + 0 s           |
| 9e | Kristian Sbaragli      | Italie    | Israel Cycling Academy | + 0 s           |
| 10e | Rüdiger Selig          | Allemagne | Bora-Hansgrohe         | + 0 s           |

### Points attribués
| # | Coureur         | Pays       | Équipe                      | Points |
| - | --------------- | ---------- | --------------------------- | ------ |
| 1 | Marco Frapporti | Italie     | Androni Giocattoli-Sidermec | 10     |
| 2 | Damiano Cima    | Italie     | Nippo-Vini Fantini-Faizanè  | 6      |
| 3 | Mirco Maestri   | Italie     | Bardiani CSF                | 3      |
| 4 | Sean Bennett    | États-Unis | EF Education First          | 2      |
| 5 | Łukasz Owsian   | Pologne    | CCC Team                    | 1      |

| # | Coureur         | Pays      | Équipe                      | Points | Bonif |
| - | --------------- | --------- | --------------------------- | ------ | ----- |
| 1 | Damiano Cima    | Italie    | Nippo-Vini Fantini-Faizanè  | 10     | 3 s   |
| 2 | Mirco Maestri   | Italie    | Bardiani CSF                | 6      | 2 s   |
| 3 | Marco Frapporti | Italie    | Androni Giocattoli-Sidermec | 3      | 1 s   |
| 4 | William Clarke  | Australie | Trek-Segafredo              | 2      |       |
| 5 | Giulio Ciccone  | Italie    | Trek-Segafredo              | 1      |       |

- Sprint final de Fucecchio (km 205) :

| #  | Coureur                | Pays      | Équipe                 | Points | Bonif |
| -- | ---------------------- | --------- | ---------------------- | ------ | ----- |
| 1  | Pascal Ackermann       | Allemagne | Bora-Hansgrohe         | 25     | 10 s  |
| 2  | Elia Viviani           | Italie    | Deceuninck-Quick Step  | 18     | 6 s   |
| 3  | Caleb Ewan             | Australie | Lotto-Soudal           | 12     | 4 s   |
| 4  | Fernando Gaviria       | Colombie  | UAE Emirates           | 8      |       |
| 5  | Arnaud Démare          | France    | Groupama-FDJ           | 6      |       |
| 6  | Davide Cimolai         | Italie    | Israel Cycling Academy | 5      |       |
| 7  | Viatcheslav Kouznetsov | Russie    | Katusha-Alpecin        | 4      |       |
| 8  | Jasper De Buyst        | Belgique  | Lotto-Soudal           | 3      |       |
| 9  | Kristian Sbaragli      | Italie    | Israel Cycling Academy | 2      |       |
| 10 | Rüdiger Selig          | Allemagne | Bora-Hansgrohe         | 1      |       |

### Cols et côtes
| # | Coureur         | Pays    | Équipe                      | Points |
| - | --------------- | ------- | --------------------------- | ------ |
| 1 | Giulio Ciccone  | Italie  | Trek-Segafredo              | 9      |
| 2 | François Bidard | France  | AG2R La Mondiale            | 4      |
| 3 | Łukasz Owsian   | Pologne | CCC Team                    | 2      |
| 4 | Marco Frapporti | Italie  | Androni Giocattoli-Sidermec | 1      |

| # | Coureur         | Pays    | Équipe           | Points |
| - | --------------- | ------- | ---------------- | ------ |
| 1 | Giulio Ciccone  | Italie  | Trek-Segafredo   | 3      |
| 2 | François Bidard | France  | AG2R La Mondiale | 2      |
| 3 | Łukasz Owsian   | Pologne | CCC Team         | 1      |

## Classements à l'issue de l'étape

### Classement général
| \| Classement général \| Classement général \| Classement général \| Classement général \| Classement général \| \| Coureur \| Coureur \| Pays \| Équipe \| Temps \| \| ------------------ \| ------------------ \| ------------------ \| ------------------ \| ------------------ \| \| 1er \| Primož Roglič \| Slovénie \| Team Jumbo-Visma \| 4 h 57 min 42 s \| \| 2e \| Simon Yates \| Royaume-Uni \| Mitchelton-Scott \| + 19 s \| \| 3e \| Vincenzo Nibali \| Italie \| Bahrain-Merida \| + 23 s \| \| 4e \| Miguel Ángel López \| Colombie \| Astana \| + 28 s \| \| 5e \| Tom Dumoulin \| Pays-Bas \| Team Sunweb \| + 28 s \| \| 6e \| Rafał Majka \| Pologne \| Bora-Hansgrohe \| + 33 s \| \| 7e \| Tao Geoghegan Hart \| Royaume-Uni \| Team Ineos \| + 35 s \| \| 8e \| Bauke Mollema \| Pays-Bas \| Trek-Segafredo \| + 39 s \| \| 9e \| Damiano Caruso \| Italie \| Bahrain-Merida \| + 40 s \| \| 10e \| Pello Bilbao \| Espagne \| Astana \| + 42 s \| |                    |             |                  |                 |
| |                    |             |                  |                 |
| Source : ProCyclingStats |                    |             |                  |                 |
| Classement général |                    |             |                  |                 |
| Coureur | Coureur            | Pays        | Équipe           | Temps           |
| 1er | Primož Roglič      | Slovénie    | Team Jumbo-Visma | 4 h 57 min 42 s |
| 2e | Simon Yates        | Royaume-Uni | Mitchelton-Scott | + 19 s          |
| 3e | Vincenzo Nibali    | Italie      | Bahrain-Merida   | + 23 s          |
| 4e | Miguel Ángel López | Colombie    | Astana           | + 28 s          |
| 5e | Tom Dumoulin       | Pays-Bas    | Team Sunweb      | + 28 s          |
| 6e | Rafał Majka        | Pologne     | Bora-Hansgrohe   | + 33 s          |
| 7e | Tao Geoghegan Hart | Royaume-Uni | Team Ineos       | + 35 s          |
| 8e | Bauke Mollema      | Pays-Bas    | Trek-Segafredo   | + 39 s          |
| 9e | Damiano Caruso     | Italie      | Bahrain-Merida   | + 40 s          |
| 10e | Pello Bilbao       | Espagne     | Astana           | + 42 s          |

| Classement par points | Classement par points | Classement par points | Classement par points       | Classement par points |
| Coureur               | Coureur               | Pays                  | Équipe                      | Points                |
| --------------------- | --------------------- | --------------------- | --------------------------- | --------------------- |
| 1er                   | Pascal Ackermann      | Allemagne             | Bora-Hansgrohe              | 25 pts                |
| 2e                    | Elia Viviani          | Italie                | Deceuninck-Quick Step       | 18 pts                |
| 3e                    | Primož Roglič         | Slovénie              | Team Jumbo-Visma            | 15 pts                |
| 4e                    | Marco Frapporti       | Italie                | Androni Giocattoli-Sidermec | 12 pts                |
| 5e                    | Simon Yates           | Royaume-Uni           | Mitchelton-Scott            | 12 pts                |
| 6e                    | Caleb Ewan            | Australie             | Lotto-Soudal                | 12 pts                |
| 7e                    | Vincenzo Nibali       | Italie                | Bahrain-Merida              | 9 pts                 |
| 8e                    | Damiano Cima          | Italie                | Nippo-Vini Fantini-Faizanè  | 8 pts                 |
| 9e                    | Fernando Gaviria      | Colombie              | UAE Team Emirates           | 8 pts                 |
| 10e                   | Miguel Ángel López    | Colombie              | Astana                      | 7 pts                 |

| Classement par points | Classement par points | Classement par points | Classement par points       | Classement par points |
| Coureur               | Coureur               | Pays                  | Équipe                      | Points                |
| --------------------- | --------------------- | --------------------- | --------------------------- | --------------------- |
| 1er                   | Pascal Ackermann      | Allemagne             | Bora-Hansgrohe              | 25 pts                |
| 2e                    | Elia Viviani          | Italie                | Deceuninck-Quick Step       | 18 pts                |
| 3e                    | Primož Roglič         | Slovénie              | Team Jumbo-Visma            | 15 pts                |
| 4e                    | Marco Frapporti       | Italie                | Androni Giocattoli-Sidermec | 12 pts                |
| 5e                    | Simon Yates           | Royaume-Uni           | Mitchelton-Scott            | 12 pts                |
| 6e                    | Caleb Ewan            | Australie             | Lotto-Soudal                | 12 pts                |
| 7e                    | Vincenzo Nibali       | Italie                | Bahrain-Merida              | 9 pts                 |
| 8e                    | Damiano Cima          | Italie                | Nippo-Vini Fantini-Faizanè  | 8 pts                 |
| 9e                    | Fernando Gaviria      | Colombie              | UAE Team Emirates           | 8 pts                 |
| 10e                   | Miguel Ángel López    | Colombie              | Astana                      | 7 pts                 |

| Classement de la montagne | Classement de la montagne | Classement de la montagne | Classement de la montagne   | Classement de la montagne |
| Coureur                   | Coureur                   | Pays                      | Équipe                      | Points                    |
| ------------------------- | ------------------------- | ------------------------- | --------------------------- | ------------------------- |
| 1er                       | Giulio Ciccone            | Italie                    | Trek-Segafredo              | 21 pts                    |
| 2e                        | François Bidard           | France                    | AG2R La Mondiale            | 6 pts                     |
| 3e                        | Primož Roglič             | Slovénie                  | Team Jumbo-Visma            | 4 pts                     |
| 4e                        | Łukasz Owsian             | Pologne                   | CCC Team                    | 3 pts                     |
| 5e                        | Simon Yates               | Royaume-Uni               | Mitchelton-Scott            | 2 pts                     |
| 6e                        | Rafał Majka               | Pologne                   | Bora-Hansgrohe              | 1 pt                      |
| 7e                        | Marco Frapporti           | Italie                    | Androni Giocattoli-Sidermec | 1 pt                      |

| Classement de la montagne | Classement de la montagne | Classement de la montagne | Classement de la montagne   | Classement de la montagne |
| Coureur                   | Coureur                   | Pays                      | Équipe                      | Points                    |
| ------------------------- | ------------------------- | ------------------------- | --------------------------- | ------------------------- |
| 1er                       | Giulio Ciccone            | Italie                    | Trek-Segafredo              | 21 pts                    |
| 2e                        | François Bidard           | France                    | AG2R La Mondiale            | 6 pts                     |
| 3e                        | Primož Roglič             | Slovénie                  | Team Jumbo-Visma            | 4 pts                     |
| 4e                        | Łukasz Owsian             | Pologne                   | CCC Team                    | 3 pts                     |
| 5e                        | Simon Yates               | Royaume-Uni               | Mitchelton-Scott            | 2 pts                     |
| 6e                        | Rafał Majka               | Pologne                   | Bora-Hansgrohe              | 1 pt                      |
| 7e                        | Marco Frapporti           | Italie                    | Androni Giocattoli-Sidermec | 1 pt                      |

| Classement du meilleur jeune | Classement du meilleur jeune | Classement du meilleur jeune | Classement du meilleur jeune | Classement du meilleur jeune |
| Coureur                      | Coureur                      | Pays                         | Équipe                       | Temps                        |
| ---------------------------- | ---------------------------- | ---------------------------- | ---------------------------- | ---------------------------- |
| 1er                          | Miguel Ángel López           | Colombie                     | Astana                       | 4 h 58 min 10 s              |
| 2e                           | Tao Geoghegan Hart           | Royaume-Uni                  | Team Ineos                   | + 7 s                        |
| 3e                           | Hugh Carthy                  | Royaume-Uni                  | EF Education First           | + 19 s                       |
| 4e                           | James Knox                   | Royaume-Uni                  | Deceuninck-Quick Step        | + 29 s                       |
| 5e                           | Pavel Sivakov                | Russie                       | Team Ineos                   | + 33 s                       |
| 6e                           | Ben O'Connor                 | Australie                    | Dimension Data               | + 44 s                       |
| 7e                           | Robert Power                 | Australie                    | Team Sunweb                  | + 45 s                       |
| 8e                           | Eddie Dunbar                 | Irlande                      | Team Ineos                   | + 46 s                       |
| 9e                           | Jai Hindley                  | Australie                    | Team Sunweb                  | + 1 min 03 s                 |
| 10e                          | Nicola Conci                 | Italie                       | Trek-Segafredo               | + 1 min 04 s                 |

| Classement du meilleur jeune | Classement du meilleur jeune | Classement du meilleur jeune | Classement du meilleur jeune | Classement du meilleur jeune |
| Coureur                      | Coureur                      | Pays                         | Équipe                       | Temps                        |
| ---------------------------- | ---------------------------- | ---------------------------- | ---------------------------- | ---------------------------- |
| 1er                          | Miguel Ángel López           | Colombie                     | Astana                       | 4 h 58 min 10 s              |
| 2e                           | Tao Geoghegan Hart           | Royaume-Uni                  | Team Ineos                   | + 7 s                        |
| 3e                           | Hugh Carthy                  | Royaume-Uni                  | EF Education First           | + 19 s                       |
| 4e                           | James Knox                   | Royaume-Uni                  | Deceuninck-Quick Step        | + 29 s                       |
| 5e                           | Pavel Sivakov                | Russie                       | Team Ineos                   | + 33 s                       |
| 6e                           | Ben O'Connor                 | Australie                    | Dimension Data               | + 44 s                       |
| 7e                           | Robert Power                 | Australie                    | Team Sunweb                  | + 45 s                       |
| 8e                           | Eddie Dunbar                 | Irlande                      | Team Ineos                   | + 46 s                       |
| 9e                           | Jai Hindley                  | Australie                    | Team Sunweb                  | + 1 min 03 s                 |
| 10e                          | Nicola Conci                 | Italie                       | Trek-Segafredo               | + 1 min 04 s                 |

| Classement par équipes | Classement par équipes | Classement par équipes | Classement par équipes |
| Équipe                 | Équipe                 | Pays                   | Temps                  |
| ---------------------- | ---------------------- | ---------------------- | ---------------------- |
| 1re                    | Team Jumbo-Visma       | Pays-Bas               | 14 h 54 min 47 s       |
| 2e                     | Bahrain-Merida         | Bahreïn                | + 15 s                 |
| 3e                     | Astana                 | Kazakhstan             | + 28 s                 |
| 4e                     | Mitchelton-Scott       | Australie              | + 36 s                 |
| 5e                     | Bora-hansgrohe         | Allemagne              | + 41 s                 |
| 6e                     | Team Sunweb            | Allemagne              | + 54 s                 |
| 7e                     | Deceuninck-Quick Step  | Belgique               | + 1 min 01 s           |
| 8e                     | EF Education First     | États-Unis             | + 1 min 06 s           |
| 9e                     | Ineos                  | Royaume-Uni            | + 1 min 09 s           |
| 10e                    | UAE Team Emirates      | Émirats arabes unis    | + 1 min 16 s           |

| Classement par équipes | Classement par équipes | Classement par équipes | Classement par équipes |
| Équipe                 | Équipe                 | Pays                   | Temps                  |
| ---------------------- | ---------------------- | ---------------------- | ---------------------- |
| 1re                    | Team Jumbo-Visma       | Pays-Bas               | 14 h 54 min 47 s       |
| 2e                     | Bahrain-Merida         | Bahreïn                | + 15 s                 |
| 3e                     | Astana                 | Kazakhstan             | + 28 s                 |
| 4e                     | Mitchelton-Scott       | Australie              | + 36 s                 |
| 5e                     | Bora-hansgrohe         | Allemagne              | + 41 s                 |
| 6e                     | Team Sunweb            | Allemagne              | + 54 s                 |
| 7e                     | Deceuninck-Quick Step  | Belgique               | + 1 min 01 s           |
| 8e                     | EF Education First     | États-Unis             | + 1 min 06 s           |
| 9e                     | Ineos                  | Royaume-Uni            | + 1 min 09 s           |
| 10e                    | UAE Team Emirates      | Émirats arabes unis    | + 1 min 16 s           |

## Abandons
- Aucun